# Campeonato de Rugby League de Oriente Medio-África 2015
El Campeonato de Rugby League de Oriente Medio-África (Middle East-Africa Rugby League Championship) de 2015 fue la primera edición del torneo de Rugby League.
Se disputó en el Bosman Stadium de Brakpan, Sudáfrica.
El campeón clasificó a la Copa Mundial de Rugby League de 2017.

## Equipos
- Líbano
- Sudáfrica

## Posiciones
| Equipo    | Encuentros | Encuentros | Encuentros | Encuentros | Tantos  | Tantos    | Tantos     | Puntos |
| Equipo    | jugados    | ganados    | empatados  | perdidos   | a favor | en contra | diferencia | Puntos |
| --------- | ---------- | ---------- | ---------- | ---------- | ------- | --------- | ---------- | ------ |
| Líbano    | 2          | 2          | 0          | 0          | 90      | 28        | 62         | 4      |
| Sudáfrica | 2          | 0          | 0          | 2          | 28      | 90        | -62        | 0      |

### Resultados
| 25 de octubre | Sudáfrica | 12 - 40 | Líbano |  |  |

| 31 de octubre | Sudáfrica | 16 - 50 | Líbano |  |  |

| Bandera de Líbano |
| Campeón Líbano    |
| Primer título     |